# Amphisternus mucronatus
Amphisternus mucronatus es una especie de coleóptero de la familia Endomychidae.

## Distribución geográfica
Habita en Borneo (Asia).